# Herb Szczytnej
Herb Szczytnej – jeden z symboli miasta Szczytna i gminy Szczytna w postaci herbu.

## Wygląd i symbolika
Herb przedstawia na tarczy czwórdzielnej w krzyż na polu pierwszym i czwartym kwiat pełnika europejskiego o sześciu płatkach na czerwonym tle. Na polu drugim biały kielich na żółtym tle, natomiast na polu trzecim zielony świerk na żółtym tle.
Herb nawiązuje do przemysłu szklarskiego działającego w mieście oraz do wczasowego charakteru miejscowości.